# Universitat Metropolitana de Tirana
La Universitat Metropolitana de Tirana, abreujat UMT, és una universitat privada situada a Tirana, Albània. Va ser fundada l'any 2011 per un grup d'arquitectes i enginyers com l'única universitat albanesa en tecnologia de la informació, enginyeria i arquitectura.